# Horst Eckert (Sportjournalist)
Horst Eckert (* 12. Dezember 1932 in Augsburg; † 28. Dezember 2014 ebenda) war ein deutscher Sportjournalist, Autor im Bereich Sportgeschichte, Sportmanager und Eishockeyfunktionär.

## Leben
Eckert verbrachte seine Kindheit und Jugend in Augsburg, Adlershorst (heute polnisch Orłowo, ein Stadtteil von Gdynia/Gdingen bei Gdańsk/Danzig) und in Oberhof (Thüringen).
Zunächst war er aktiver Eishockey-, Ski- und Fußballsportler, verdiente sein Geld u. a. als Conférencier im TV- und Radio-Showbusiness unter dem Künstlernamen Charlie Eckert. Zusammen mit dem Unternehmer Max Gutmann gründete er 1965 die Augsburger Prominenten-Fußballelf „Datschiburger Kickers“ und organisierte deren Benefizspiele.
1968 wurde er Manager und Geschäftsführer des Augsburger Eislaufvereins (AEV, heute Augsburger Panther), der damals gerade in die erste Bundesliga aufgestiegen war. 1973 brachte er das „Eishockey Magazin“ auf den Sportzeitschriften-Markt und fungierte lange Jahre als dessen Chefredakteur und Chefreporter bei zahlreichen sportlichen Wettkampf-Großereignissen.
1976 organisierte er in der Augsburger Sporthalle einen Box-Schaukampf von Muhammad Ali gegen Karl Mildenberger, anschließend leitete er das Trainingscamp Muhammad Alis vor dessen siegreichem Kampf um die Schwergewichts-Weltmeisterschaft gegen den Engländer Richard Dunn am 24. Mai 1976 in München.
1987 wurde er Leiter des Referats Öffentlichkeitsarbeit beim Deutschen Eishockey-Bund (DEB). Entsprechend einem Auftrag vom damaligen DEB-Präsident Otto Wanner begann er mit der Planung eines Eishockey-Museums, das 1988 eröffnet werden konnte. 1991 beendete er seine Tätigkeit beim DEB, war wieder journalistisch aktiv (unter anderem als Auslandsexperte für die Fachzeitschrift Eishockey News) und veröffentlichte mehrere Bücher zur Geschichte des Eishockeys. Er war Verfasser und Herausgeber des Jahrbuches der Internationalen Eishockey-Föderation (IIHF) und wurde von dieser für seine sportpublizistischen Verdienste mit der IIHF-Goldmedaille geehrt. Aufgrund einer Anregung des IIHF-Direktors Roman Neumayer gründete Eckert 1999 den Verein „Eishockey-Museum e. V.“, der das auch „Hall of Fame Deutschland“ genannte Eishockeymuseum betreibt, und wurde dessen Präsident.
Horst Eckert starb am 28. Dezember 2014 in seiner Heimatstadt Augsburg nach kurzer schwerer Krankheit.